# Ⱇ
Cette page contient des caractères spéciaux ou non latins. S’ils s’affichent mal (▯, ?, etc.), consultez la page d’aide Unicode.
Fert (Ферт en cyrillique ; capitale Ⱇ, minuscule ⱇ) est la 23e lettre de l'alphabet glagolitique.

## Linguistique
La lettre sert à noter le phonème /f/.

## Historique
La lettre provient de la lettre phi (φ) de l'alphabet grec.

## Représentation informatique
- Unicode :
  - Capitale Ⱇ : U+2C17
  - Minuscule ⱇ : U+2C47